# Big Mama - Tale padre, tale figlio
Big Mama - Tale padre, tale figlio (Big Mommas: Like Father, Like Son) è un film del 2011 diretto da John Whitesell. Quest'ultimo film è l'epilogo della trilogia di Big Mama che è uscito nelle sale statunitensi il 18 febbraio 2011, mentre in quelle italiane l'8 luglio 2011.

## Trama
Il figliastro di Malcolm, Trent, diviene casualmente testimone di un omicidio ad opera di un criminale, le cui prove dei misfatti sono memorizzate in una chiavetta USB.
Malcolm, nel tentativo di salvare Trent e cercare la flash drive, nascosta in una scuola femminile di arte, si travestirà nuovamente da "Big Mama", ma questa volta anche il figlio dovrà farlo, a sua volta travestendosi da Charmaine, una pronipote di Big Mama...

## Accoglienza

### Incassi
Nonostante alcune critiche negative, Big Mama - Tale padre, Tale figlio ha raccolto in tutto il mondo circa 82.686.066 dollari, su un budget di 32 milioni.

### Critica
Il film ha ricevuto anche tre nomination durante i Razzie Awards 2011: Peggior attore Martin Lawrence, Peggior attore non protagonista per Ken Jeong e Peggior attore non protagonista per Brandon T. Jackson.